# إيساك هاني
إيساك هاني (بالإنجليزية: Issac Honey) هو لاعب كرة قدم غاني في مركز قلب الدفاع، ولد في 6 يونيو 1993 في غانا. شارك مع منتخب غانا تحت 23 سنة لكرة القدم. أما مع النوادي، فقد لعب مع نادي بوليس تيرو.

## وصلات خارجية
- إيساك هاني على موقع قاعدة بيانات كرة القدم.إي يو (الإنجليزية)
- إيساك هاني على موقع Soccerway.com (الإنجليزية)